# Rodam Bagration (reine d'Iméréthie)
Titres
Reine consort d'Iméréthie
1712 – 1713
(10 mois)
Reine consort d'Iméréthie
1707 – 1711
(4 ans)
Rodam Bagration (en géorgien : როდამ ბაგრატიონი, rodam bagrationi) est une princesse géorgienne qui épouse le roi Georges VII d'Iméréthie et devient reine du royaume géorgien occidental à deux reprises (de 1707 à 1711 puis de 1712 à 1713). Fille du roi Georges XI de Karthli, elle est mariée au souverain imère dans le but d'améliorer les relations entre les Bagrations de Karthli et leurs cousins d'Iméréthie. À travers les plusieurs règnes de Georges VII, l'existence de Rodam en tant que reine mène à plusieurs guerres civiles entre nobles et rois géorgiens qui tentent d'augmenter leur influence sur Koutaïssi en contrôlant le mariage royal.
Malgré son statut de princesse royale et reine d'Iméréthie au XVIIIe siècle, peu d'information reste connu sur sa vie, qui disparaît après 1716, en pleine guerre civile.

## Biographie
Peu reste connu sur la vie de Rodam Bagration, qui naît entre 1687 et 1695. Elle est la fille unique de Georges XI, qui règne à plusieurs reprises sur le royaume de Karthli sous le titre de Shah-Navaz Khan III, et de la reine Khoarassan Mikeladzé, et est nommée d'après sa grand-mère paternelle, Rodam Kaplanichvili-Orbeliani. En 1703, tandis que son père est nommé vice-roi de Kandahar par le Chah Hossein de Perse, Rodam est confiée à son grand-père maternel, le prince imère Georges Mikeladzé. La même année, Mikeladzé parvient à convaincre le prince héritier d'Iméréthie, Georges Bagration, à prendre Rodam comme épouse.
Ce mariage mène à une ascension difficile pour le prince héritier, qui bénéficie du soutien financier du cousin de Rodam, le roi Vakhtang VI de Karthli. En effet, cette union provoque la colère de la puissante famille Abachidzé, dont le patriarche, Georges Abachidzé, insistait de marier l'une de ses filles au prince Georges. En réponse, Georges Abachidzé empêche le couronnement du couple royal et entre en guerre contre Georges Mikeladzé, qui doit partir en exil en Karthli. Une guerre civile fait suite jusqu'en 1707, quand Georges Bagration prend enfin le pouvoir et devient Georges VII d'Iméréthie, tandis que Rodam est couronnée reine.
Toutefois, le règne de Georges VII reste violent. En 1711, il est renversé par une révolte nobiliaire et le couple royal se réfugie en Karthli, où la diplomatie du roi Vakhtang VI parvient à apporter la paix entre les Abachidzé et le roi déposé. Mais le couple de Georges VII et Rodam s'éloigne, jusqu'au point où l'historien américain Donald Rayfield prétend que le roi « déteste » son épouse et devient l'amant de Tamar Abachidzé, fille de son ancien ennemi. En exil, le roi fait aveugler Georges Nijaridzé, époux de Tamar, qu'il épouse en secret en 1712.
Entre 1712 et 1713, Georges VII récupère, temporairement, le trône imère, tandis que le sort de Rodam est inconnu. En janvier 1714, le roi Jessé Ier de Karthli offre de remettre Georges VII au pouvoir à Koutaïssi, mais l'oblige à jurer sur une croix l'abandon de Tamar Abachidze et le retour de Rodam comme reine d'Iméréthie. Il accepte, divorce la princesse Abachidzé et retourne au pouvoir une troisième fois. Mais il brise sa promesse et fait exiler Rodam et leur fils Alexandre dans les montagnes de Svanétie, avant d'en divorcer la même année.
Durant la guerre civile qui suit la troisième arrivée au trône de Georges VII, les princes Bejan de Mingrélie et Zourab Abachidzé ravagent, en 1716, la Svanétie, y compris le château de la reine Rodam, qui disparaît alors de l'histoire.

## Famille
Héritière de la puissante dynastie caucasienne des Bagrations, Rodam épouse Georges VII d'Iméréthie en 1703, alors qu'il est encore prince héritier au trône. Ensemble, ils ont:
- Alexandre Bagration (mort en 1752), qui devient roi d'Iméréthie sous le nom d'Alexandre V de 1720 à 1752 ;
- Mamouka Bagration (mort en 1747), qui tente de renverser son frère en 1732 ;
- Tamar Bagration, qui épouse le prince David Abachidze en 1735 ;
- Touta Bagration, qui épouse un certain Mahmoud-Beg en 1735 puis le prince Papouna Tchitchoua en 1738.

Rodam est l'ancêtre direct des derniers rois d'Iméréthie et des prétendants au trône jusqu'à la fin des prétentions en 2007.